# Bárczay Klára
Bárczay Klára (Bártzay Klára) (?, 1747 – ?, 1776) fordító.

## Élete
Bárczay Klára 1747-ben született Bárczay Pál és Fáy Kata leányaként. 7 éves korában félárvaságra jutott, neveltetéséről mostohaapja, Bárczay András és anyai nagyanyja, Bossányi Krisztina gondoskodott. Beszélt németül és franciául is.
1768. április 11-én feleségül ment Négyesi Szepessy Zsigmondhoz, akitől két gyermeke, Szepessy László és Zsigmond született. Fiatalon, 29 éves korában érte a halál.

## Írása
Egy imakönyvet fordított magyarra Göncruszkán 1763-ban 16 éves korában, melyet Jó illatú füst, mely a földről az egekig hat Azaz oly könyörgések, melyek különb-különbféle alkalmatosságokra és időkre rendeltettek, s német nyelven lévő könyvecskékből magyarra fordíttattak címmel először Kassán 1763-ban, másodszor 1783-ban Mezei József költségén szintén ott, azután Ellinger János kassai nyomdájában 1795-ben és 1803-ban  és Máramarosi Gottlieb Antal által Vácon 1804-ben nyomtatták ki. Bárczay Klára születésének 100. évfordulójára, 1847-ben rokona, Bárczay Katalin nyomtattatta ki Sárospatakon. Összesen hét kiadást ért meg.